# Sena (peuple d'Afrique)
Pour les articles homonymes, voir Sena.

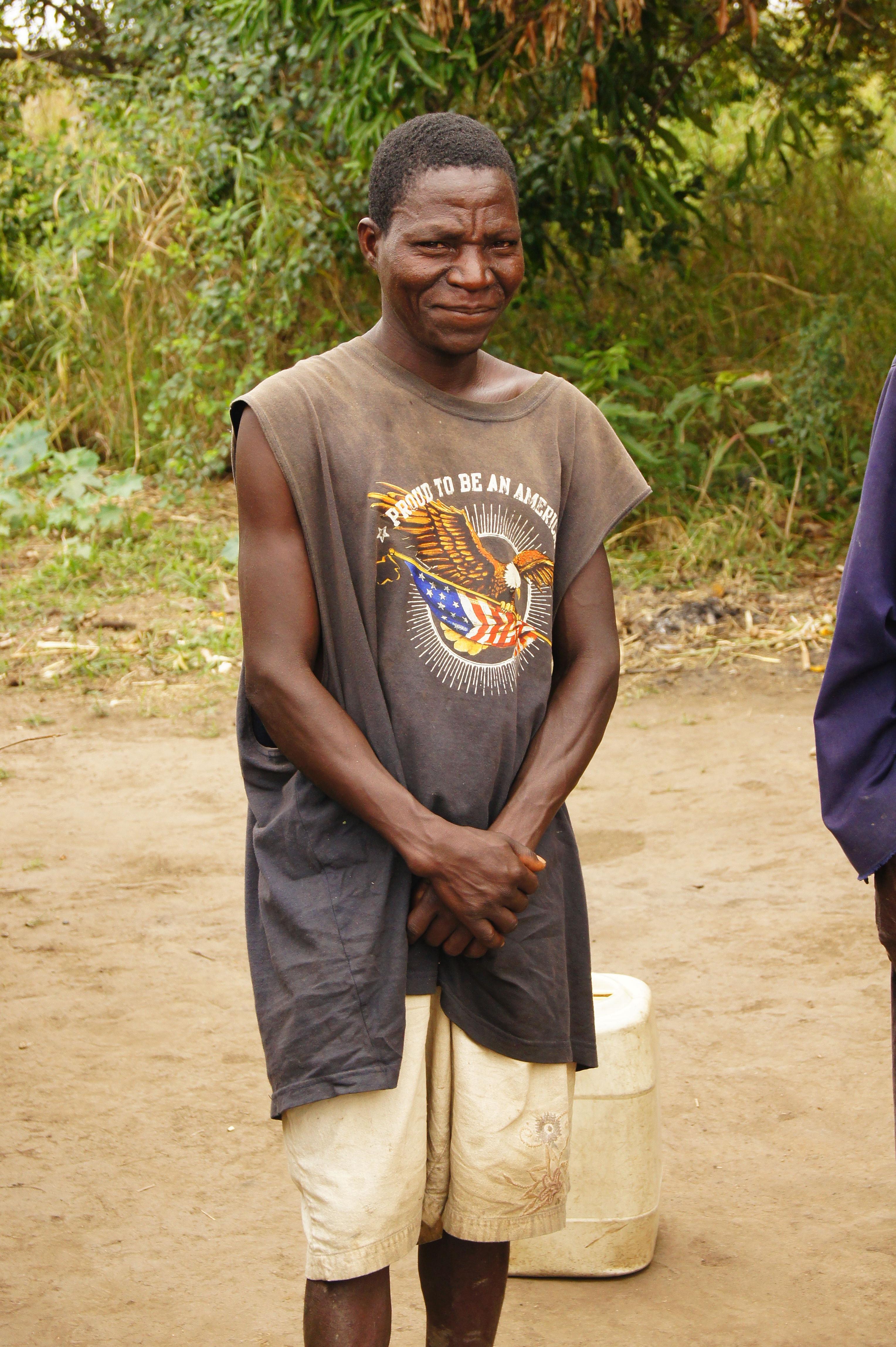
Sena du Mozambique

Les Sena sont une population de langue bantoue d'Afrique australe vivant au Mozambique et au sud du Malawi, où ils sont particulièrement nombreux dans la ville de Nsanje.

## Ethnonymie
Selon les sources et le contexte, on observe différentes formes : Asena, Chisena, Cisena, Senas, Wasena

## Langues
Ils parlent les langues bantoues du sena du Mozambique, comptant 1 550 000 locuteurs en 2016 et du sena du Malawi, comptant 468 000 locuteurs en 2009.